# Cueva de Ágreda
Cueva de Ágreda est une commune espagnole de la province de Soria en Castille-et-León.